# Олимпийский стадион (Хельсинки)
Олимпийский стадион Хельсинки (фин. Helsingin olympiastadion, швед. Helsingfors Olympiastadion) — крупнейшая спортивная арена Финляндии. Стадион расположен в районе Тёёлё, примерно в двух километрах от исторического центра Хельсинки. Является домашней ареной сборной Финляндии по футболу. В летнее время, помимо спортивных мероприятий, на стадионе проводят и музыкальные концерты.

## История
Началом истории Олимпийского стадиона принято считать 11 декабря 1927 года, когда под эгидой городских властей Хельсинки был основан фонд, призванный собрать средства для строительства спортивной арены, способной принять летние Олимпийские игры.
Строительство стадиона продолжалось с 12 февраля 1934 года по 12 июня 1938 года. Олимпийский стадион Хельсинки, построенный по проекту двух архитекторов: Юрьё Линдгрена и Тойво Янтти, ставший ярким образцом архитектурного стиля функционализма, отличается простотой линий и органичным сочетанием с окружающим его классическим финским пейзажем: гранитными скалами и сосновым лесом.
Стадион готовился принять XII Олимпийские Игры 1940 года, от проведения которых изначально отказался Токио из-за участия Японии во Второй японско-китайской войне. Однако 2 мая 1940 года МОК объявил об отмене Игр по причине действующего военного положения, ранее последовательно объявленного в ряде стран мира на фоне событий продолжающейся Второй мировой войны.
Спустя 12 лет Олимпийский стадион Хельсинки стал главной ареной XV летних Олимпийских Игр 1952 года.
В 1990—1994 годах стадион прошёл генеральную реконструкцию. Зимой-летом 2005 года Олимпийский стадион подвергся модернизации: был уставлен козырёк над частью трибун и новая система освещения чаши стадиона. В 2016 году начался очередной капитальный ремонт стадиона, заказчиком которого выступил город Хельсинки. Подрядчиком ремонтных работ стала компания Skanska. Объект был сдан заказчику 31 июля 2020 года. В целом на ремонт было потрачено 300 млн евро, а общее время ремонта, с учётом проектной стадии, составило 11 лет.
В комплексе Олимпийского стадиона находится Музей финского спорта. В северной части стадиона расположен один из самых дешёвых хостелов в центре финской столицы (Stadion Hostel).

## Размеры
Башня Олимпийского стадиона имеет высоту 72 метра 71 сантиметр в честь рекорда Матти Ярвиненаа в метании копья на Олимпийских Играх 1932 года. Организованы экскурсии на башню, с которой открывается прекрасная панорама города и Финского залива (часы работы: пн-пт 9-20, сб-вс 9-18).
Чаша стадиона достигает в длину 243 метра и в ширину 159 метров. Внутренний вид арены напоминает древние античные стадионы.
Наибольшая вместимость в 70 435 человек была во время проведения Олимпийских Игр 1952 года, и до 2002-го, за счёт мест скамеечного типа. В дальнейшем сокращена до 40 000 зрителей, после реконструкции и установления 41 тысячи индивидуальных сидений.

## События

### 1952 год. XV Олимпийские Игры
Проходили с 19 июля по 3 августа 1952 года.
В Играх приняло участие 4 955 атлетов (519 женщин и 4 436 мужчин) из 69 стран мира. Разыграно 149 комплектов медалей по 17 видам спорта.
Впервые приняли участие национальные сборные СССР и ФРГ.
Олимпийское пламя зажгли Пааво Нурми и Ханнес Колехмайнен. Открыл Игры президент Финляндской республики Юхо Кусти Паасикиви. Закрывал их президент МОК Зигфрид Эдстрем, однако он забыл после торжественной речи сказать слова «Объявляю Игры XV Олимпиады закрытыми», поэтому игры формально считаются до сих пор незакрытыми.

### 1957 год. Чемпионат мира по хоккею с мячом
Проходил с 28 февраля по 3 марта 1957 года.

### 1971 год. Чемпионат Европы по лёгкой атлетике
Проходил с 10 по 15 августа 1971 года.
Участвовало 857 атлетов.

### 1983 год. Чемпионат мира по лёгкой атлетике
Проходил с 7 по 14 августа 1983 года.
Участвовал 1 355 атлетов.

### 1994 год. Чемпионат Европы по лёгкой атлетике
Проходил с 9 по 14 августа 1994 года.

### 2005 год. Чемпионат мира по лёгкой атлетике

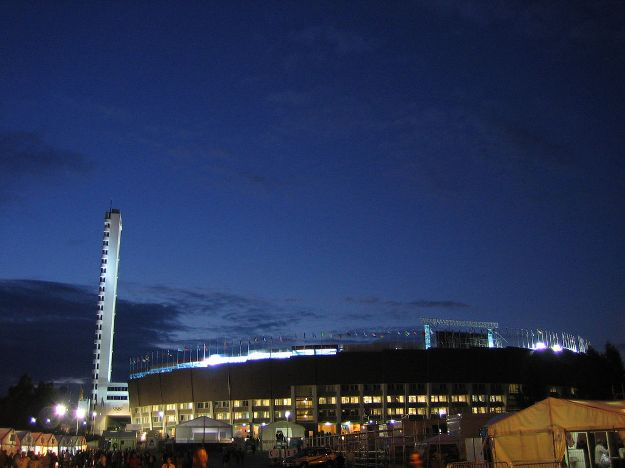
ЧМ по лёгкой атлетике 2005

Проходил с 6 по 14 августа 2005 года.
Приняло участие более 1 900 атлетов.

### 2012 год. Чемпионат Европы по лёгкой атлетике
Проходил с 27 июня по 1 июля 2012 года.

### 2022 год. Суперкубок УЕФА
Прошел 10 августа. Трофей завоевал мадридский «Реал», обыгравший франкфуртский «Айнтрахт». 